# Geração Nós
A Geração Nós ou Grupo Nós foi um colectivo de intelectuais galegos, que deu à cultura galega uma altura intelectual que nunca antes tivera, principalmente na renovação da prosa e do ensaio, assim como ao seu cosmopolitismo.
A 20 de Outubro de 1920 nasce na cidade de Ourense a revista Nós. Arredor dela, surge um grupo de autores literários que, a partir da Assembleia de Monforte (1922), se vão integrando em cheio nas estruturas das Irmandades da Fala. A revista Nós esteve formada principalmente, no seu início, pelos integrantes do cenáculo ourensán (Vicente Risco, Ramón Otero Pedrayo e Florentino López Cuevillas), e Castelao. Posteriormente, a revista verá chegar novos autores.
O primeiro número da revista Nós começa com "Primeiras verbas" ("Primeiras palavras"), um artigo colectivo onde se apreçam vários dos motivos recorrentes deste grupo geracional: a chamada da terra (Galiza), a dignificação da sua cultura, o carácter universalista. Todos estes traços estão presentes nas obras destes escritores.
A peripécia ideológica dos homens do grupo Nós aparece excelentemente reflectida na novela de Ramón Otero Pedrayo Arredor de Si (1930) e no ensaio de Vicente Risco Nós, os Inadaptados (1930). Os escritores deste grupo, exceto Castelao, partem duma total falta de apego pelas suas raízes, derivado da busca do cosmopolitismo. No entanto, conforme avança o tempo, a partir de experiências que funcionam a modo de catarse, finalmente percebem a importância da cultura própria, que é a que distingue uns indivíduos dos outros (concebem o "enxebrismo" como o próprio ser da Galiza). Por isto, chegam à conclusão de que apenas se pode ser universal partindo do próprio. Derivado disto, todos eles aceptam o galeguismo como doutrina ideológica.
Pelo outro lado, este grupo de autores apresenta uma particular problemática no que faz à sua denominação. Em De Pondal a Novoneyra (1984), Xosé Luís Méndez Ferrín refere-se a ele como "grupo geracional". Tem-se falado de "grupo Nós", "geração Nós" e mesmo Anxo Tarrío fala de uma "época Nós".